# フェッセンデンの宇宙
「フェッセンデンの宇宙」（フェッセンデンのうちゅう、Fessenden's World）は、アメリカのSF作家エドモンド・ハミルトンが「ウィアード・テイルズ」誌1937年4月号に発表した短編SF小説。マッドサイエンティストものの名作である。「人工宇宙の恐怖」の訳題もある。1950年には改稿版が書かれ、主人公の性格に改変がなされている。日本にはじめて訳出されたのはこちらのヴァージョンである。

## あらすじ
天文学者だった私は、ある日数年ぶりに、友人の天文学者フェッセンデンに呼び出される。フェッセンデンは、実験室に人工の宇宙を創造したというのだ。宇宙をただ観測するのに飽き足らなくなった彼は、自分で自由に操作できる宇宙を作り上げようと考え、二枚の巨大な金属板の間に重力を遮断した空間を発生させ、そこに縮小した原子のガスを満たしたのだ。次第に凝縮したガスが無数の天体を生み、小さな宇宙が誕生した。
半信半疑だった私だったが、実際に“フェッセンデンの宇宙”を見せられると信じざるを得なかった。ミニチュアの宇宙を公転するミニチュアの恒星とその周りをめぐるミニチュアの惑星。無数の惑星の上には様々な知的生命が芽生えていた。その豊潤さ、美しさに私は魅了された。
しかしそうした生命を単なる実験材料だと考えるフェッセンデンは、故意に惑星規模の災害を引き起こし、興味本位に大殺戮を繰り返す。そして、それをなす術も無く見守っていた私は……。

## 登場人物
アーノルド・フェッセンデン (Fessenden)
天才科学者で天文学者。
ブラッドレイ (Bradley)
話の語り手（私）。天文学者だったが、「あの夜」から夜空を見上げることは無くなった。

## 日本語訳

### 「フェッセンデンの宇宙」での収録
- 『S-Fマガジン』1961年4月号
- 早川書房『世界SF全集31』
- ハヤカワSFシリーズ「S-F Magazine Best No.2」
- ハヤカワSFシリーズ「フェッセンデンの宇宙」（1950年版を収録）
- 芳賀書店「華麗なる幻想」（編：福島正実）
- 講談社文庫「華麗なる幻想」（編：福島正実）
- 『S-Fマガジン』1998年1月号
- 筑摩書房ちくま文学の森11 「機械のある世界」
- 河出書房新社奇想コレクション「フェッセンデンの宇宙」（1937年版を収録。河出文庫再刊では1950年版も増補）

### 「人工宇宙の恐怖」での収録
- 岩崎書店 SFロマン文庫14「時間と空間の冒険 世界のSF短編集」（編：福島正実）
- 集英社 ジュニア版世界のSF「銀河王国の地球人」
- 少年少女講談社文庫「宇宙旅行をしたねずみほか」
- ポプラ社 SFセレクション「科学者たちの陰謀」